# Goharshad
 (août 2023).
Goharshād (persan : گوهرشاد, signifiant "joyau de joie" ou "joyau brillant" ; également : Gowharshād), née vers 1378 et morte en 1457, était une femme de la noblesse persane et l’épouse préférée de Shah Rukh, empereur de la dynastie timouride installé à Hérat.  

## Biographie
Elle était la fille de Giāth ud-Din Tarkhān, un noble influent sous le règne de Tamerlan. Selon les traditions de la famille, le titre de Tarkhān fut accordé personnellement par Genghis Khan à un de leurs ancêtres qui lui avait sauvé la vie. Elle fut la mère du prince-astronome Ulugh Beg de Samarcande et du prince bibliophile Baysunghur Ier, assistant de son père à Hérat.
Avec ses frères qui étaient administrateurs à la cour timouride d’Hérat, Goharshad joua un rôle très important au début de l’histoire des Timourides. En 1405, elle déplaça la capitale timouride de Samarcande à Hérat .
Sous sa protection, la langue et la culture persanes prirent une place primordiale dans la dynastie des Timourides. Elle et son mari lancèrent une renaissance culturelle, la Renaissance timouride grâce à leur soutien prodigue aux arts, attirant à leur cour des artistes, architectes, philosophes et poètes reconnus aujourd’hui parmi les plus illustres au monde, y compris le poète Djami. Beaucoup d'exemples exquis d’architecture timouride ont survécu jusqu’à ce jour à Hérat. 
Après la mort de son mari en 1447, Goharshad utilisa son influence pour faire accéder au trône son petit-fils préféré, Abd Allah aussi appelé Ala ud-Dawla (arabe : élévation de l'État), fils de Baysunghur, qui ne régna que de 1450 à 1451. Son rôle à cette occasion, et son alliance ultérieure avec des ennemis d’Abu Saïd, lui valurent d'être exécutée sur l’ordre de celui-ci à l'été 1457.

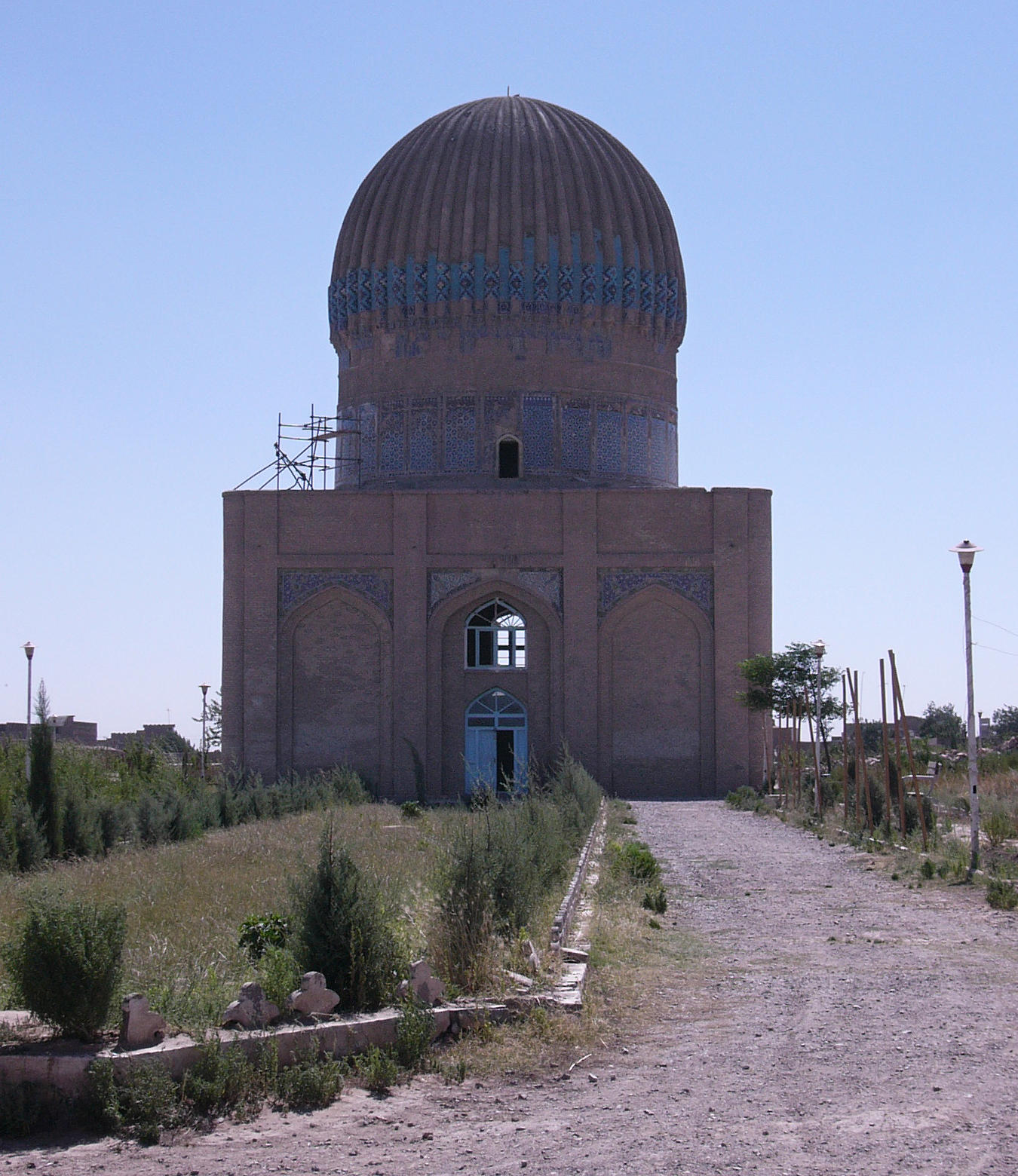
Le mausolée à Hérat

Selon la légende, Goharshād inspecta une fois une mosquée et une école religieuse (médersa) à Hérat accompagnée de deux cents suivantes, après que celle-ci eut été vidée de ses étudiants, tous des garçons. Un jeune homme était resté, s’étant endormi dans sa cellule, et fut découvert par une suivante qui le séduisit. Quand Goharshād découvrit cela, elle ordonna que les deux cents suivantes épousent les étudiants. Cette légende illustre la tradition musulmane libérale en Afghanistan il y a plusieurs siècles, symbolisée par Goharshād.
La tombe de Goharshād est située près de la médersa qu’elle avait fait construire, dont le minaret existe encore à ce jour

Une université féminine de Kaboul ouverte en 2003 porte le nom de Goharshād

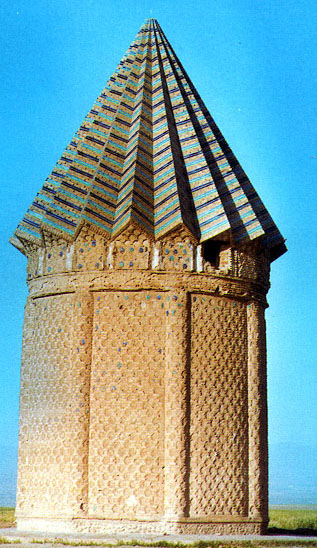
La tombe d’Akhangan, où est enterrée la sœur de Goharshad, Gohar-Taj. Cette architecture est un bel exemple de l’art des Timourides en Perse.

Goharshād fit construire en 1418 une mosquée (mosquée Goharshad) à Mashhad, au Khorasan-e-razavi. Sa sœur, Gohar-Tāj, a également sa tombe au Khorasan-e-razavi.